# هومن توكليان
هومن توکلیان (من مواليد 17 سبتمبر 1976 في طهران) هو عضو إيراني-أمريكي في المصارعة العالمية المتحدة، مدرّب مصارعة، رياضي بارز ومصارع سابق في نیويورك. کان توكليان مشرفا على منتخب المصارعة الأمريكي في کأس العالم للمصارعة الحرّة في کرمانشاه.
وقد عمل بصفةِ حلقةِ الوصل الرسمیة بین اتحاد المصارعة لأمريكا واتحاد المصارعة لجمهورية السلمیة
الإيرانیة، حيث قام بالعديد من المحاولات الدبلوماسیة لخَلْقِ السلم، والتي أدّت أدت إلى تأشیرة دخول المصارعين الأمريكيين للمشاركة في کأس العالم للمصارعة الحرة في کرمانشاه.
وبفضل هذه النشاطات الدبلوماسیة أصبح مرشّحُ لاستلامِ جائزةِ السلام الرياضیة فی عام 2017. 
.هو منظم المباراةِ الخیريةِ الُدوَلیة للمصارعة في ساحة تايمز التي أنفقُت عائداته على النشاطات الخیرية.